# Grand Prix automobile de Pau 2012
Le Grand Prix de Pau 2012, disputé le 13 mai 2012 sur le circuit de Pau-Ville, est la 2e épreuve du Championnat d'Europe de Formule 3 2012 et la 3e épreuve du Championnat de Grande-Bretagne de Formule 3 2012. Il s'agit de la soixante-et-onzième édition du Grand Prix de Pau.

## Résumé
Cette section ne s'appuie pas, ou pas assez, sur des sources secondaires ou tertiaires indépendantes du sujet.

Pour l'améliorer, ajoutez-en, ou placez des modèles {{Source secondaire souhaitée}} ou {{Source secondaire nécessaire}} sur les passages mal sourcés. (juin 2022)

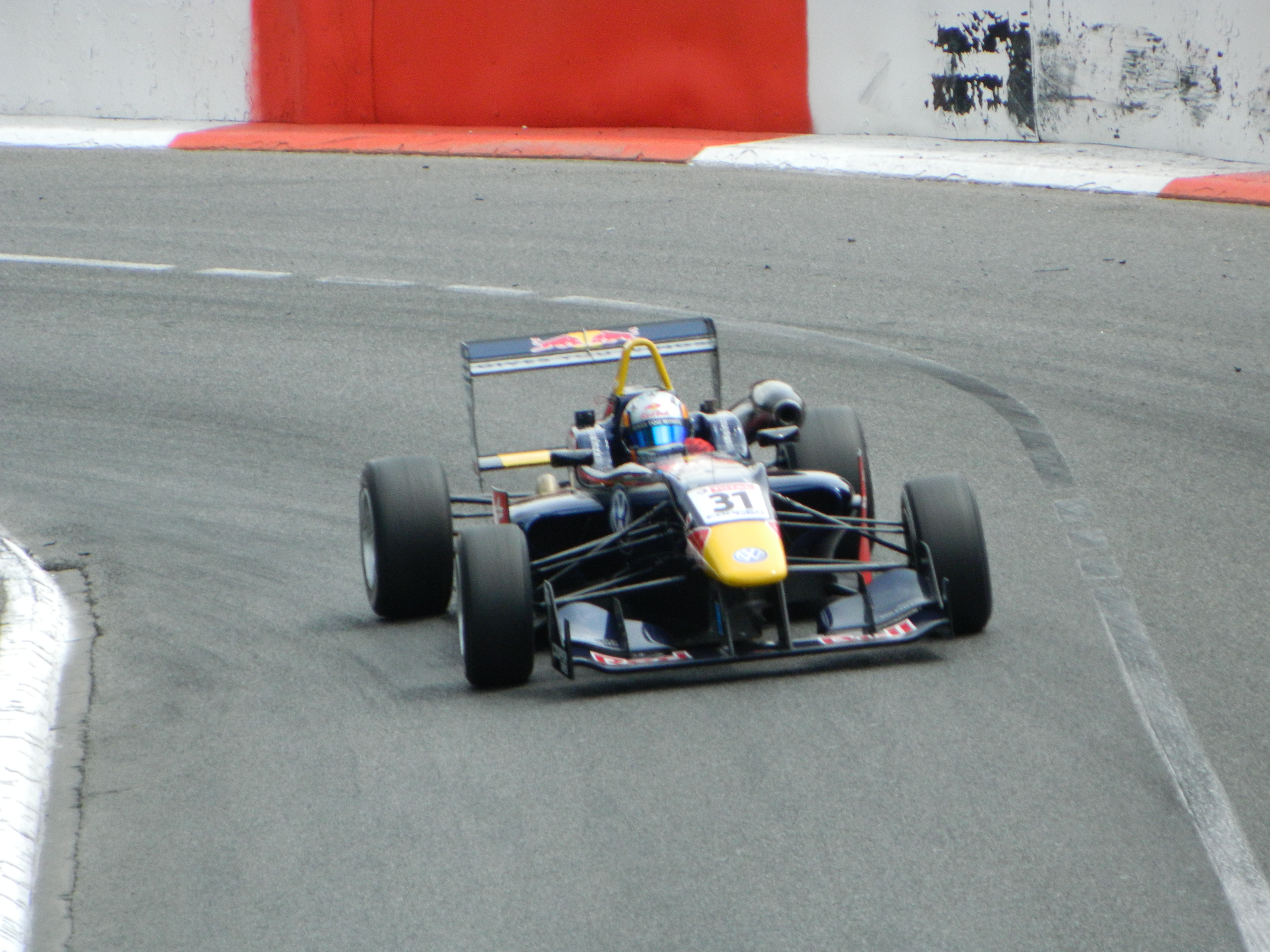
Carlos Sainz Jr., vainqueur du GP dans la catégorie Championnat britannique en 2012

En 2012, la Fédération internationale de l'automobile, alors consciente de l'échec du Trophée international de Formule 3, décide de reprendre en main l'organisation des principaux championnats en Europe. Le Championnat d'Europe de Formule 3 fait alors son grand retour, mais sous la forme d'un tournoi où les pilotes marquent des points sur certaines épreuves sélectionnées de Formule 3 Euro Series et F3 britannique. Initialement prévue au calendrier de la F3 britannique, la manche paloise accueille également les protagonistes du Championnat d'Europe. Daniel Juncadella et Raffaele Marciello se distinguent lors de la première manche à Hockenheim, disputée avec les concurrents de l'Euro Series. Malgré la perte de vitesse de la discipline en 2011, le plateau réunit plus d'une vingtaine d'engagés contre treize l'année précédente mais, pour la première fois, aucun pilote français n'est engagé au Grand Prix.
Côté logistique, des tribunes supplémentaires sont construites et une passerelle permet aux spectateurs de rejoindre plus facilement le paddock du Parc Beaumont, situé au cœur du circuit palois. Le Funiculaire de Pau, habituellement fermé pendant les jours de Grand Prix, est désormais ouvert. Le club de l'Âge d'or Véhicules anciens, une association paloise adhérente de la Fédération française des véhicules d'époque (FFVE), organisait une exposition d'environ 200 véhicules sur deux jours ainsi qu'un concours d'élégance, généralement sur deux places de la ville avec défilé des véhicules. De nombreux clubs et collectionneurs européens et en particulier anglais y participaient. En 2012 la municipalité a voulu imposer que cette prestation se tienne dans l'enceinte payante du circuit et le club a annulé sa prestation traditionnellement accessible gratuitement pour marquer son désaccord vis-à-vis de la municipalité.
L'arrivée de la Porsche Carrera Cup en course support ainsi que l'engagement de Sébastien Loeb et de son écurie dans cette compétition fait gagner le Grand Prix en popularité. Le Grand Prix historique, disputé une semaine auparavant, ne compte plus les Formules 1 de 1960, mais gagne en spectacle avec une course d'endurance de Grand Tourisme remportée par Shaun Lynn, le père d'Alex Lynn (pilote de F3 le Grand Prix suivant) sur une AC Cobra.
L'émission d'essais automobiles Turbo et son présentateur Dominique Chapatte tournent une édition spéciale depuis le Grand Prix de Pau.
Lors du Grand Prix moderne, Sébastien Loeb domine toutes les séances du weekend en Porsche Carrera Cup et impressionne lors des courses qu'il remporte avec une dizaine de secondes d'avance sur ses poursuivants, dont la première manche, disputée en nocturne le samedi soir. Le deuxième Grand Prix automobile électrique de Pau a également lieu, les deux courses furent remportées par les mêmes vainqueurs que l'année précédente, mais en ordre inversé (Adrien Tambay puis Mike Parisy). Parmi les engagés du Grand Prix électrique figure le québécois Marc-Antoine Camirand qui, avec sa voiture aux couleurs du Grand Prix de Trois-Rivières, était présent pour rendre un hommage au pilote de Formule 1 Gilles Villeneuve, venu à Pau en 1976.
En Formule 3, l'italien Raffaele Marciello (surnommé « Lello »), après être parti en tête-à-queue dans le virage Foch lors des essais, finit par remporter les qualifications, il décroche les deux pole positions (grâce à son meilleur temps et son deuxième meilleur chrono, selon le format en vigueur dans le championnat). La première course, le samedi, est marquée par une neutralisation, ce qui n’empêche pas Marciello de remporter la course sprint. Le lendemain à 14 heures est donné le départ du soixante-et-onzième Grand Prix de Pau, que « Lello » remporte haut la main, avec 13 secondes d'avance sur ses adversaires. Il devient le plus jeune pilote de l'histoire à remporter le Grand Prix de Pau à l'âge de 17 ans, 4 mois et 27 jours.
L'édition 2012 a accueilli entre 22 000 et 23 000 spectateurs, soit 10 à 15 % en plus par rapport à 2011.

## Format
Vendredi 11 mai
- 10 h 40 : essais libres 1 (45 minutes)
- 16 h 50 : essais libres 2 (45 minutes)

Samedi 12 mai
- 9 h 25 : essais qualificatifs (30 minutes - Groupe B puis Groupe A)
- 14 h 25 : course sprint (30 minutes)

Dimanche 13 mai
- 14 h : Grand Prix de Pau (40 minutes)

## Engagés
La liste des engagés est publiée le 2 mai 2012. À noter que le pilote angolais Luis Sa Silva n'a finalement pas participé au meeting, bien qu'étant engagé, sa monoplace n'a pas passé avec succès les vérifications techniques et les crashs-test. William Buller, pilote régulier de F3, est également absent en raison de sa participation au meeting de GP3 Series sur le circuit de Catalogne disputé le même weekend. Lucas Wolf et Philip Ellis ne sont également pas présents. À noter que Pipo Derani, Daniel Juncadella et Jazeman Jaafar étaient déjà présents en 2011, Juncadella ayant terminé troisième.

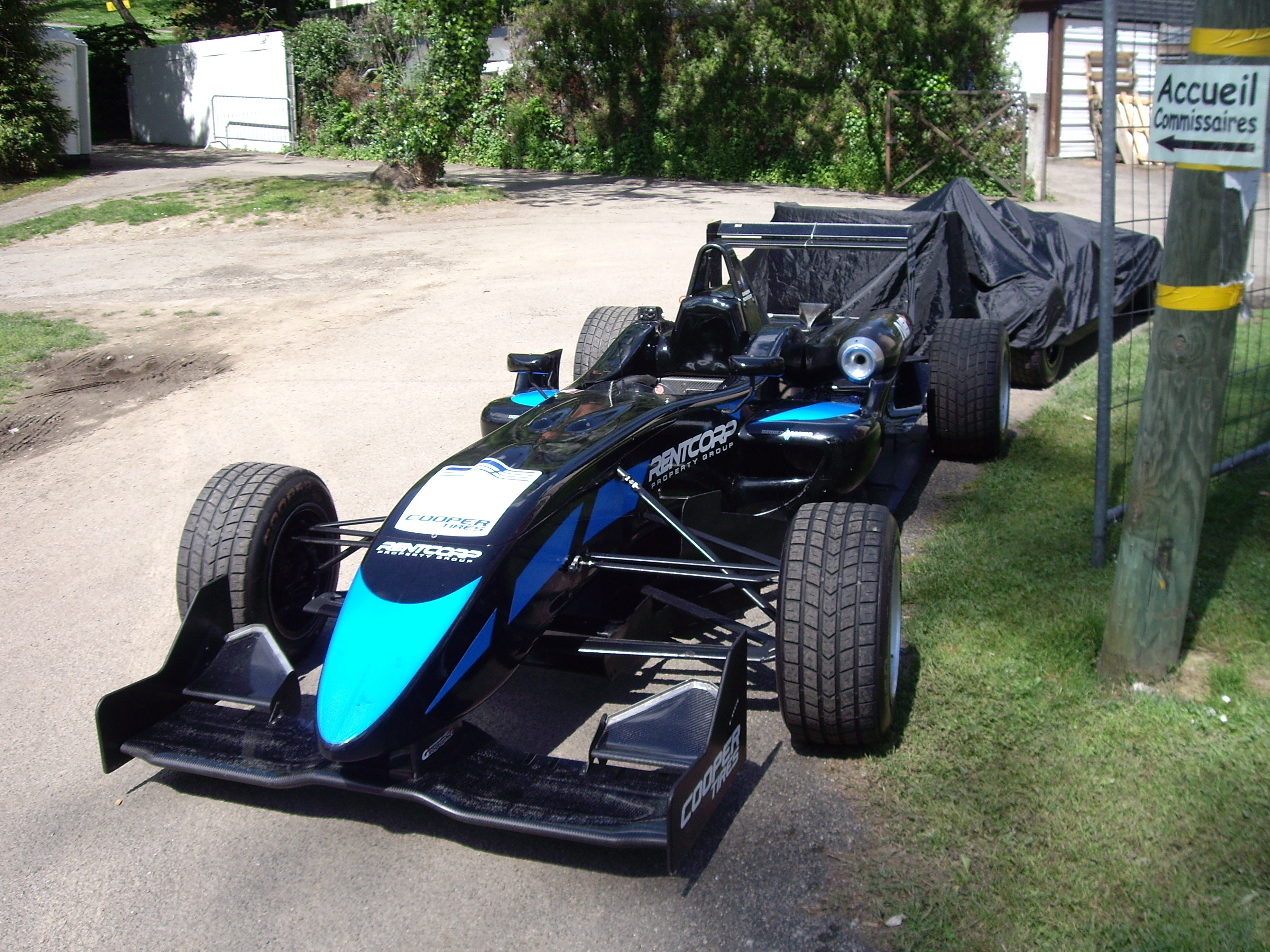
La monoplace de Duvashen Padayachee dans le paddock de Pau le jeudi précédant le Grand Prix

| Équipe              | Voiture                       | no | Pilote               |
| ------------------- | ----------------------------- | -- | -------------------- |
| Carlin              | Dallara F312-Volkswagen       | 1  | Jack Harvey          |
| Carlin              | Dallara F312-Volkswagen       | 2  | Pietro Fantin        |
| Carlin              | Dallara F312-Volkswagen       | 21 | Harry Tincknell      |
| Carlin              | Dallara F312-Volkswagen       | 22 | Jazeman Jaafar       |
| Carlin              | Dallara F312-Volkswagen       | 31 | Carlos Sainz Jr.     |
| Fortec Motorsport   | Dallara F312-Mercedes-HWA     | 3  | Pipo Derani          |
| Fortec Motorsport   | Dallara F312-Mercedes-HWA     | 4  | Félix Serrallés      |
| Fortec Motorsport   | Dallara F312-Mercedes-HWA     | 23 | Hannes van Asseldonk |
| Fortec Motorsport   | Dallara F312-Mercedes-HWA     | 36 | Alex Lynn            |
| ThreeBond / T-Sport | Dallara F312-Nissan/ThreeBond | 12 | Nick McBride         |
| ThreeBond / T-Sport | Dallara F311-Mugen-Honda      | 42 | Richard Goddard      |
| Double R Racing     | Dallara F312-Mercedes-HWA     | 26 | Geoff Urhane         |
| Double R Racing     | Dallara F312-Mercedes-HWA     | 27 | Fahmi Ilyas          |
| Double R Racing     | Dallara F309-Mugen-Honda      | 77 | Duvashen Padayachee  |
| Mücke Motorsport    | Dallara F312-Mercedes-HWA     | 85 | Felix Rosenqvist     |
| Mücke Motorsport    | Dallara F312-Mercedes-HWA     | 86 | Pascal Wehrlein      |
| Jo Zeller Racing    | Dallara F308-Mercedes-HWA     | 91 | Sandro Zeller        |
| Jo Zeller Racing    | Dallara F312-Mercedes-HWA     | 94 | Andrea Roda          |
| ma-con Motorsport   | Dallara F312-Volkswagen       | 92 | Emil Bernstorff      |
| ma-con Motorsport   | Dallara F312-Volkswagen       | 93 | Tom Blomqvist        |
| Angola Racing Team  | Dallara F312-Mercedes-HWA     | 95 | Luís Sá Silva        |
| Prema Powerteam     | Dallara F312-Mercedes-HWA     | 96 | Daniel Juncadella    |
| Prema Powerteam     | Dallara F312-Mercedes-HWA     | 97 | Sven Müller          |
| Prema Powerteam     | Dallara F312-Mercedes-HWA     | 98 | Michael Lewis        |
| Prema Powerteam     | Dallara F312-Mercedes-HWA     | 99 | Raffaele Marciello   |

## Essais libres

### Essais Libres 1

#### Classement

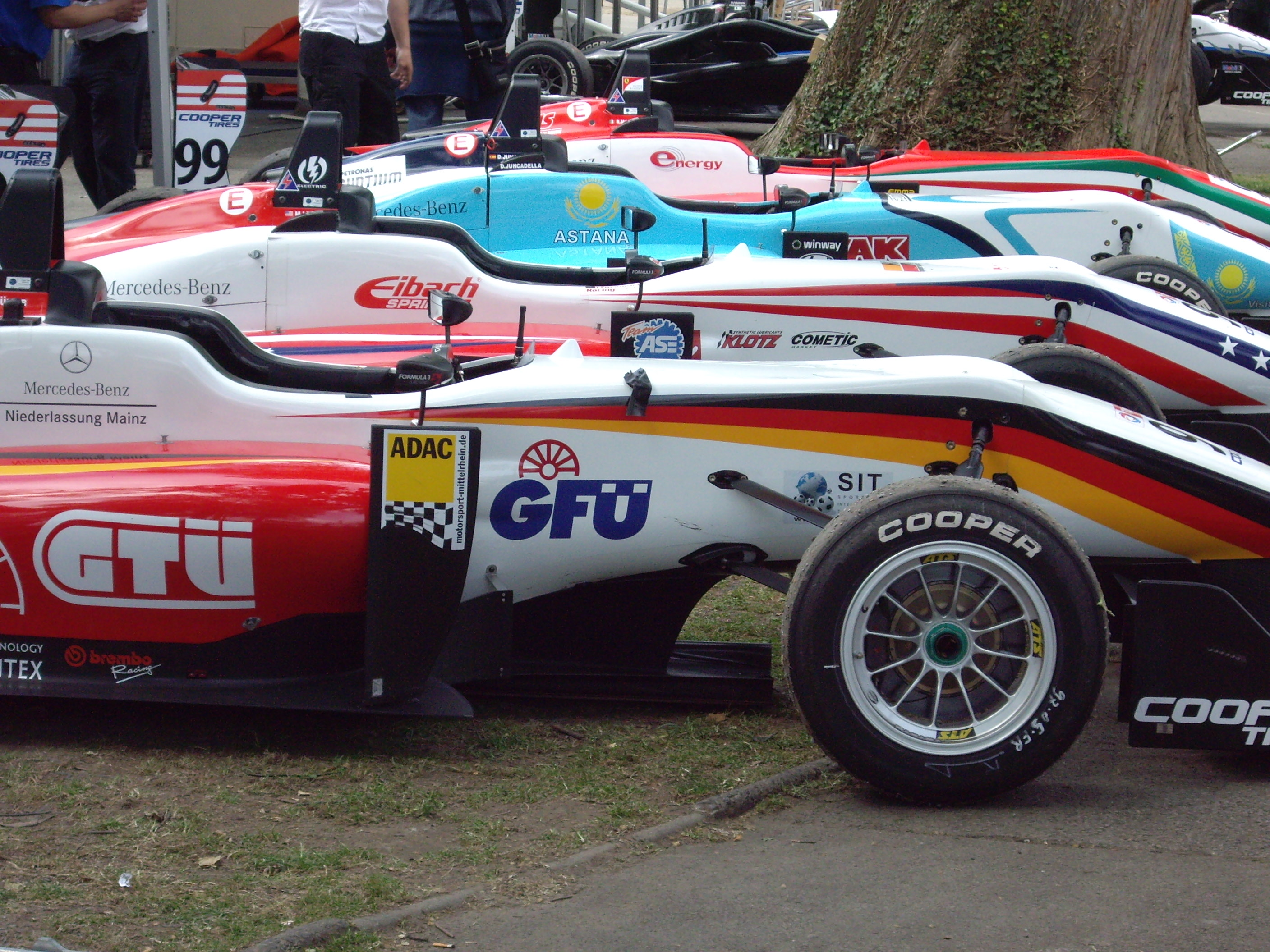
Les monoplaces de l'écurie Prema Powerteam alignées dans le paddock après la course.

| Pos. | no | Pilote               | Écurie              | Voiture                       | Chrono         | Écart     |
| ---- | -- | -------------------- | ------------------- | ----------------------------- | -------------- | --------- |
| 1    | 96 | Daniel Juncadella    | Prema Powerteam     | Dallara F312-Mercedes-HWA     | 1 min 12 s 617 |           |
| 2    | 1  | Jack Harvey          | Carlin              | Dallara F312-Volkswagen       | 1 min 12 s 860 | + 0 s 243 |
| 3    | 22 | Jazeman Jaafar       | Carlin              | Dallara F312-Volkswagen       | 1 min 12 s 889 | + 0 s 272 |
| 4    | 31 | Carlos Sainz Jr.     | Carlin              | Dallara F312-Volkswagen       | 1 min 13 s 088 | + 0 s 471 |
| 5    | 36 | Alex Lynn            | Fortec Motorsport   | Dallara F312-Mercedes-HWA     | 1 min 13 s 102 | + 0 s 485 |
| 6    | 85 | Felix Rosenqvist     | Mücke Motorsport    | Dallara F312-Mercedes-HWA     | 1 min 13 s 187 | + 0 s 570 |
| 7    | 99 | Raffaele Marciello   | Prema Powerteam     | Dallara F312-Mercedes-HWA     | 1 min 13 s 206 | + 0 s 589 |
| 8    | 86 | Pascal Wehrlein      | Mücke Motorsport    | Dallara F312-Mercedes-HWA     | 1 min 13 s 429 | + 0 s 812 |
| 9    | 21 | Harry Tincknell      | Carlin              | Dallara F312-Volkswagen       | 1 min 13 s 518 | + 0 s 901 |
| 10   | 23 | Hannes Van Asseldonk | Fortec Motorsport   | Dallara F312-Mercedes-HWA     | 1 min 13 s 775 | + 1 s 158 |
| 11   | 3  | Pipo Derani          | Fortec Motorsport   | Dallara F312-Mercedes-HWA     | 1 min 13 s 932 | + 1 s 315 |
| 12   | 98 | Michael Lewis        | Prema Powerteam     | Dallara F312-Mercedes-HWA     | 1 min 13 s 937 | + 1 s 320 |
| 13   | 4  | Felix Serralles      | Fortec Motorsport   | Dallara F312-Mercedes-HWA     | 1 min 13 s 942 | + 1 s 325 |
| 14   | 92 | Emil Bernstorff      | Ma-con Motorsport   | Dallara F312-Volkswagen       | 1 min 14 s 185 | + 1 s 568 |
| 15   | 97 | Sven Müller          | Prema Powerteam     | Dallara F312-Mercedes-HWA     | 1 min 14 s 382 | + 1 s 765 |
| 16   | 12 | Nick McBride         | ThreeBond / T-Sport | Dallara F312-ThreeBond-Nissan | 1 min 14 s 760 | + 2 s 143 |
| 17   | 93 | Tom Blomqvist        | Ma-con Motorsport   | Dallara F312-Volkswagen       | 1 min 14 s 837 | + 2 s 220 |
| 18   | 26 | Geoff Uhrhane        | Double R Racing     | Dallara F312-Mercedes-HWA     | 1 min 15 s 225 | + 2 s 608 |
| 19   | 90 | Andrea Roda          | Jo Zeller Racing    | Dallara F312-Mercedes-HWA     | 1 min 15 s 319 | + 2 s 702 |
| 20   | 27 | Fahmi Ilyas          | Double R Racing     | Dallara F312-Mercedes-HWA     | 1 min 15 s 391 | + 2 s 774 |
| 21   | 42 | Richard Goddard      | ThreeBond / T-Sport | Dallara F311-Mugen-Honda      | 1 min 15 s 575 | + 2 s 958 |
| 22   | 91 | Sandro Zeller        | Jo Zeller Racing    | Dallara F308-Mercedes-HWA     | 1 min 16 s 112 | + 3 s 495 |
| 23   | 77 | Duvashen Padayachee  | Double R Racing     | Dallara F309-Mugen-Honda      | 1 min 17 s 540 | + 4 s 923 |
| 24   | 2  | Pietro Fantin        | Carlin              | Dallara F312-Volkswagen       |                |           |

### Essais Libres 2

#### Résumé
Les essais libres 2 sont marqués par un accident, Raffaele Marciello a terminé sa séance dans le mur de pneus.

#### Classement
| Pos. | no | Pilote               | Écurie              | Voiture                       | Chrono         | Écart     |
| ---- | -- | -------------------- | ------------------- | ----------------------------- | -------------- | --------- |
| 1    | 22 | Jazeman Jaafar       | Carlin              | Dallara F312-Volkswagen       | 1 min 11 s 784 |           |
| 2    | 31 | Carlos Sainz Jr.     | Carlin              | Dallara F312-Volkswagen       | 1 min 11 s 926 | + 0 s 142 |
| 3    | 36 | Alex Lynn            | Fortec Motorsport   | Dallara F312-Mercedes-HWA     | 1 min 11 s 966 | + 0 s 182 |
| 4    | 4  | Jack Harvey          | Carlin              | Dallara F312-Volkswagen       | 1 min 12 s 095 | + 0 s 311 |
| 5    | 85 | Felix Rosenqvist     | Mücke Motorsport    | Dallara F312-Mercedes-HWA     | 1 min 12 s 105 | + 0 s 321 |
| 6    | 86 | Pascal Wehrlein      | Mücke Motorsport    | Dallara F312-Mercedes-HWA     | 1 min 12 s 194 | + 0 s 410 |
| 7    | 99 | Raffaele Marciello   | Prema Powerteam     | Dallara F312-Mercedes-HWA     | 1 min 12 s 341 | + 0 s 557 |
| 8    | 96 | Daniel Juncadella    | Prema Powerteam     | Dallara F312-Mercedes-HWA     | 1 min 12 s 427 | + 0 s 643 |
| 9    | 23 | Hannes Van Asseldonk | Fortec Motorsport   | Dallara F312-Mercedes-HWA     | 1 min 12 s 689 | + 0 s 905 |
| 10   | 4  | Felix Serralles      | Fortec Motorsport   | Dallara F312-Mercedes-HWA     | 1 min 12 s 697 | + 0 s 913 |
| 11   | 21 | Harry Tincknell      | Carlin              | Dallara F312-Volkswagen       | 1 min 12 s 917 | + 1 s 133 |
| 12   | 97 | Sven Müller          | Prema Powerteam     | Dallara F312-Mercedes-HWA     | 1 min 12 s 941 | + 1 s 157 |
| 13   | 3  | Pipo Derani          | Fortec Motorsport   | Dallara F312-Mercedes-HWA     | 1 min 13 s 040 | + 1 s 256 |
| 14   | 27 | Fahmi Ilyas          | Double R Racing     | Dallara F312-Mercedes-HWA     | 1 min 13 s 141 | + 1 s 357 |
| 15   | 98 | Michael Lewis        | Prema Powerteam     | Dallara F312-Mercedes-HWA     | 1 min 13 s 142 | + 1 s 358 |
| 16   | 2  | Pietro Fantin        | Carlin              | Dallara F312-Volkswagen       | 1 min 13 s 186 | + 1 s 402 |
| 17   | 92 | Emil Bernstorff      | Ma-con Motorsport   | Dallara F312-Volkswagen       | 1 min 13 s 246 | + 1 s 462 |
| 18   | 90 | Andrea Roda          | Jo Zeller Racing    | Dallara F312-Mercedes-HWA     | 1 min 13 s 473 | + 1 s 689 |
| 19   | 12 | Nick McBride         | ThreeBond / T-Sport | Dallara F312-ThreeBond/Nissan | 1 min 13 s 568 | + 1 s 784 |
| 20   | 93 | Tom Blomqvist        | Ma-con Motorsport   | Dallara F312-Volkswagen       | 1 min 14 s 113 | + 2 s 329 |
| 21   | 26 | Geoff Uhrhane        | Double R Racing     | Dallara F312-Mercedes-HWA     | 1 min 14 s 169 | + 2 s 385 |
| 22   | 91 | Sandro Zeller        | Jo Zeller Racing    | Dallara F308-Mercedes-HWA     | 1 min 14 s 221 | + 2 s 437 |
| 23   | 77 | Duvashen Padayachee  | Double R Racing     | Dallara F309-Mugen-Honda      | 1 min 15 s 280 | + 2 s 496 |
| 24   | 42 | Richard Goddard      | ThreeBond / T-Sport | Dallara F311-Mugen-Honda      | 1 min 15 s 820 | + 4 s 036 |

## Essais qualificatifs

### Résumé
Cette section ne s'appuie pas, ou pas assez, sur des sources secondaires ou tertiaires indépendantes du sujet.

Pour l'améliorer, ajoutez-en, ou placez des modèles {{Source secondaire souhaitée}} ou {{Source secondaire nécessaire}} sur les passages mal sourcés. (juin 2022)

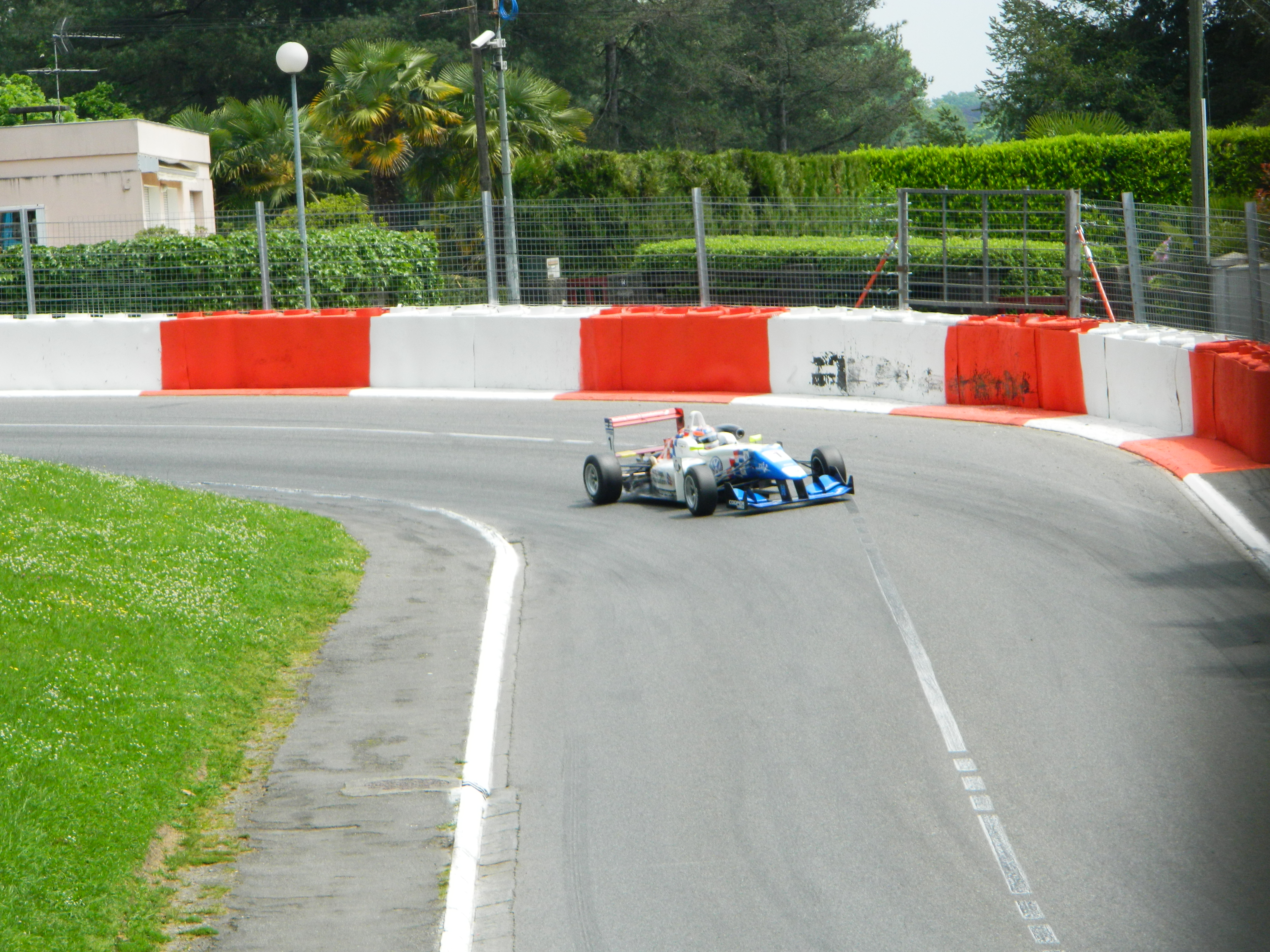
Jack Harvey à la sortie du virage du Buisson

Les qualifications ont lieu le samedi 12 mai vers 9 heures du matin.
À la suite du nombre de monoplaces engagées, et compte tenu de la taille du circuit, les essais qualificatifs ont vu le plateau être divisé en deux groupes de 12 pilotes chacun. La séance de qualifications qui dure 30 minutes est alors séparée en deux périodes (une pour chaque groupe).
La pole position de la première course est déterminée par le deuxième meilleur temps, les autres pilotes sont positionnés en fonction du deuxième meilleur temps des qualifications et en appliquant le système des groupes alternés. Raffaele Marciello arrive en première place des qualifications, tous les pilotes de son groupe seront placés derrière lui sur la grille de départ (le classement du reste de la rangée est déterminé par les temps de chacun).
La pole position de la seconde course (Grand Prix) ainsi que les places sur la grille sont déterminées par le même système mais c'est le meilleur temps de la séance de qualification qui compte cette fois.
Marciello (groupe A) signe le meilleur temps absolu de la séance et le meilleur deuxième meilleur temps, il est donc en pole position des deux courses. Carlos Sainz Jr. signe le meilleur temps du groupe B, il termine deuxième de la séance.

### Classement
| Pos. | no | Pilote               | Écurie              | Voiture                       | Meilleur temps | 2e meilleur temps  |
| ---- | -- | -------------------- | ------------------- | ----------------------------- | -------------- | ------------------ |
| 1    | 99 | Raffaele Marciello   | Prema Powerteam     | Dallara F312-Mercedes-HWA     | 1 min 10 s 600 | 1 min 10 s 618 (1) |
| 2    | 22 | Jazeman Jaafar       | Carlin              | Dallara F312-Volkswagen       | 1 min 10 s 864 | 1 min 10 s 901     |
| 3    | 3  | Pipo Derani          | Fortec Motorsport   | Dallara F312-Mercedes-HWA     | 1 min 10 s 887 | 1 min 11 s 390     |
| 4    | 36 | Alex Lynn            | Fortec Motorsport   | Dallara F312-Mercedes-HWA     | 1 min 11 s 095 | 1 min 11 s 131     |
| 5    | 85 | Felix Rosenqvist     | Mücke Motorsport    | Dallara F312-Mercedes-HWA     | 1 min 11 s 122 | 1 min 11 s 215     |
| 6    | 21 | Harry Tincknell      | Carlin              | Dallara F312-Volkswagen       | 1 min 11 s 164 | 1 min 11 s 486     |
| 7    | 98 | Michael Lewis        | Prema Powerteam     | Dallara F312-Mercedes-HWA     | 1 min 11 s 444 | 1 min 11 s 807     |
| 8    | 23 | Hannes Van Asseldonk | Fortec Motorsport   | Dallara F312-Mercedes-HWA     | 1 min 11 s 573 | 1 min 11 s 784     |
| 9    | 92 | Emil Bernstorff      | Ma-con Motorsport   | Dallara F312-Volkswagen       | 1 min 12 s 053 | 1 min 12 s 191     |
| 10   | 12 | Nick McBride         | ThreeBond / T-Sport | Dallara F312-ThreeBond/Nissan | 1 min 12 s 156 | 1 min 12 s 364     |
| 11   | 26 | Geoff Uhrhane        | Double R Racing     | Dallara F312-Mercedes-HWA     | 1 min 12 s 412 | 1 min 12 s 668     |
| 12   | 77 | Duvashen Padayachee  | Double R Racing     | Dallara F309-Mugen-Honda      | 1 min 14 s 681 | 1 min 14 s 692     |

| Pos. | no | Pilote            | Écurie              | Voiture                   | Meilleur temps | 2e meilleur temps  |
| ---- | -- | ----------------- | ------------------- | ------------------------- | -------------- | ------------------ |
| 1    | 31 | Carlos Sainz Jr.  | Carlin              | Dallara F312-Volkswagen   | 1 min 10 s 802 | 1 min 11 s 305     |
| 2    | 96 | Daniel Juncadella | Prema Powerteam     | Dallara F312-Mercedes-HWA | 1 min 10 s 826 | 1 min 10 s 854 (1) |
| 3    | 86 | Pascal Wehrlein   | Mücke Motorsport    | Dallara F312-Mercedes-HWA | 1 min 10 s 853 | 1 min 10 s 981     |
| 4    | 1  | Jack Harvey       | Carlin              | Dallara F312-Volkswagen   | 1 min 10 s 987 | 1 min 11 s 260     |
| 5    | 97 | Sven Müller       | Prema Powerteam     | Dallara F312-Mercedes-HWA | 1 min 11 s 341 | 1 min 11 s 487     |
| 6    | 93 | Tom Blomqvist     | Ma-con Motorsport   | Dallara F312-Volkswagen   | 1 min 11 s 852 | 1 min 11 s 915     |
| 7    | 4  | Felix Serralles   | Fortec Motorsport   | Dallara F312-Mercedes-HWA | 1 min 11 s 920 | 1 min 12 s 211     |
| 8    | 2  | Pietro Fantin     | Carlin              | Dallara F312-Volkswagen   | 1 min 12 s 182 | 1 min 12 s 464     |
| 9    | 27 | Fahmi Ilyas       | Double R Racing     | Dallara F312-Mercedes-HWA | 1 min 12 s 211 | 1 min 12 s 387     |
| 10   | 90 | Andrea Roda       | Jo Zeller Racing    | Dallara F312-Mercedes-HWA | 1 min 12 s 425 | 1 min 12 s 590     |
| 11   | 91 | Sandro Zeller     | Jo Zeller Racing    | Dallara F308-Mercedes-HWA | 1 min 13 s 473 | 1 min 13 s 536     |
| 12   | 42 | Richard Goddard   | ThreeBond / T-Sport | Dallara F311-Mugen-Honda  | 1 min 14 s 071 | 1 min 14 s 574     |

## Course(s)

### Course 1

#### Grille de départ
| 1re ligne | 2. Daniel Juncadella ( Espagne)   | 1. Raffaele Marciello ( Italie)      |
| 2e ligne  | 4. Pascal Wehrlein ( Allemagne)   | 3. Jazeman Jaafar ( Malaisie)        |
| 3e ligne  | 6. Jack Harvey ( Royaume-Uni)     | 5. Alex Lynn ( Royaume-Uni)          |
| 4e ligne  | 8. Carlos Sainz Jr. ( Espagne)    | 7. Felix Rosenqvist ( Suède)         |
| 5e ligne  | 10. Sven Müller ( Allemagne)      | 9. Pipo Derani ( Brésil)             |
| 6e ligne  | 12. Tom Blomqvist ( Royaume-Uni)  | 11. Harry Tincknell ( Royaume-Uni)   |
| 7e ligne  | 14. Felix Serralles ( Porto Rico) | 13. Hannes van Asseldonk ( Pays-Bas) |
| 8e ligne  | 16. Fahmi Ilyas ( Malaisie)       | 15. Michael Lewis ( États-Unis)      |
| 9e ligne  | 18. Pietro Fantin ( Brésil)       | 17. Emil Bernstorff ( Royaume-Uni)   |
| 10e ligne | 20.Andrea Roda ( Italie)          | 19.Nick McBride ( Australie)         |
| 11e ligne | 22. Sandro Zeller ( Suisse)       | 21. Geoff Urhane ( Australie)        |
| 12e ligne | 24. Richard Goddard ( Australie)  | 23. Duvashen Padayachee ( Australie) |

#### Résumé
Cette section ne s'appuie pas, ou pas assez, sur des sources secondaires ou tertiaires indépendantes du sujet.

Pour l'améliorer, ajoutez-en, ou placez des modèles {{Source secondaire souhaitée}} ou {{Source secondaire nécessaire}} sur les passages mal sourcés. (juin 2022)

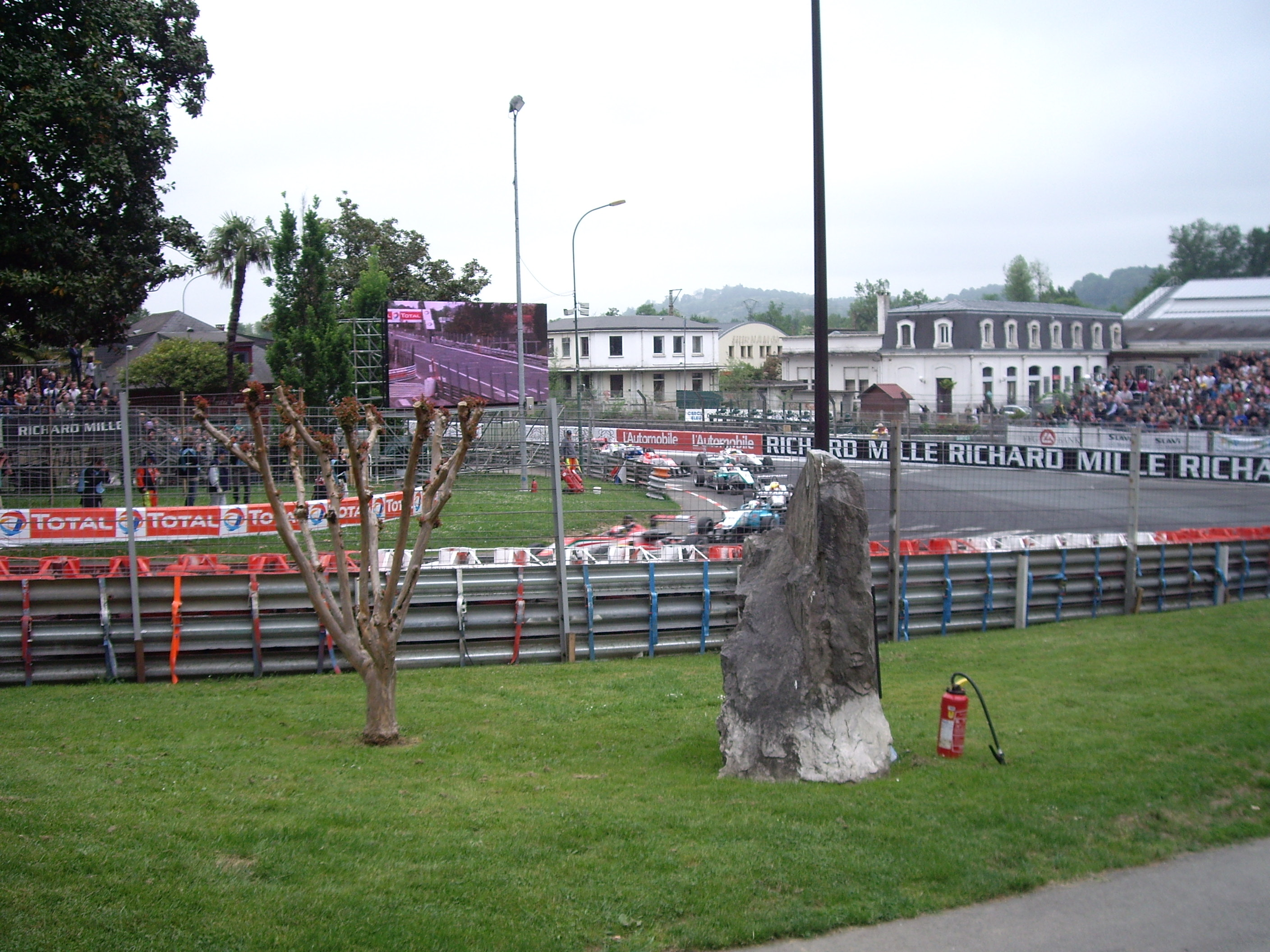
Départ de la première manche

La première course est disputée le samedi après-midi. Les 24 monoplaces de F3 s'élancent sur le circuit de Pau-Ville devant un public nombreux, le ciel est légèrement nuageux mais la température de l'air est assez élevée. Dès le début du tour de formation, Fahmi Ilyas à du mal à démarrer sa monoplace.
Au départ, Raffaele Marciello s'éloigne devant Daniel Juncadella et Pascal Wehrlein. Circuit urbain oblige, les dépassements sont peu nombreux après le départ mais Wehrlein, alors troisième, suit le pilote catalan de très près. Le pilote Mücke Motorsport tente finalement de doubler Juncadella au virage du lycée en se plaçant à l'intérieur mais ce dernier "ferme la porte", s'accroche et emmène Wehrlein avec lui en plein milieu de la piste. La voiture de sécurité entre en piste et il ne faut que quelques minutes aux commissaires pour dégager les monoplaces accidentées de la trajectoire et ainsi permettre aux autres pilotes qui étaient bloqués derrière de passer. Au restart, c’est Jazeman Jaafar qui hérite de la deuxième place derrière Marciello, le malaisien talonne le pilote Prema Powerteam à 13 tours de l'arrivée, mais "Lello" ne cède pas et prend le large au rythme de 4 dixièmes par tour jusqu'à la ligne d'arrivée qu'il passe en tête. En finissant deuxième, Jazeman Jaafar s’assure la victoire en championnat britannique. Alex Lynn se classe troisième (deuxième en British F3) devant Felix Rosenqvist, Jack Harvey et Carlos Sainz Jr. (troisième et quatrième en British F3). Harry Tincknell, Felix Serralles, Fahmi Ilyas et Michael Lewis complètent le top 10.

#### Classement
| Pos. | no | Pilote               | Écurie              | Voiture                       | Tours | Temps/Abandon   | Grille |
| ---- | -- | -------------------- | ------------------- | ----------------------------- | ----- | --------------- | ------ |
| 1    | 99 | Raffaele Marciello   | Prema Powerteam     | Dallara F312-Mercedes-HWA     | 23    | 29 min 54 s 589 | 1      |
| 2    | 22 | Jazeman Jaafar       | Carlin              | Dallara F312-Volkswagen       | 23    | + 6 s 734       | 3      |
| 3    | 36 | Alex Lynn            | Fortec Motorsport   | Dallara F312-Mercedes-HWA     | 23    | + 8 s 057       | 5      |
| 4    | 85 | Felix Rosenqvist     | Mücke Motorsport    | Dallara F312-Mercedes-HWA     | 23    | + 8 s 813       | 7      |
| 5    | 1  | Jack Harvey          | Carlin              | Dallara F312-Volkswagen       | 23    | + 12 s 329      | 6      |
| 6    | 31 | Carlos Sainz Jr.     | Carlin              | Dallara F312-Volkswagen       | 23    | + 15 s 351      | 8      |
| 7    | 21 | Harry Tincknell      | Carlin              | Dallara F312-Volkswagen       | 23    | + 16 s 099      | 11     |
| 8    | 4  | Felix Serralles      | Fortec Motorsport   | Dallara F312-Mercedes-HWA     | 23    | + 16 s 928      | 14     |
| 9    | 27 | Fahmi Ilyas          | Double R Racing     | Dallara F312-Mercedes-HWA     | 23    | + 23 s 716      | 16     |
| 10   | 98 | Michael Lewis        | Prema Powerteam     | Dallara F312-Mercedes-HWA     | 23    | + 24 s 465      | 15     |
| 11   | 23 | Hannes Van Asseldonk | Fortec Motorsport   | Dallara F312-Mercedes-HWA     | 23    | + 25 s 155      | 13     |
| 12   | 97 | Sven Müller          | Prema Powerteam     | Dallara F312-Mercedes-HWA     | 23    | + 25 s 498      | 10     |
| 13   | 93 | Tom Blomqvist        | Ma-con Motorsport   | Dallara F312-Volkswagen       | 23    | + 27 s 434      | 12     |
| 14   | 2  | Pietro Fantin        | Carlin              | Dallara F312-Volkswagen       | 23    | + 28 s 120      | 18     |
| 15   | 12 | Nick McBride         | ThreeBond / T-Sport | Dallara F312-ThreeBond/Nissan | 23    | + 29 s 738      | 19     |
| 16   | 26 | Geoff Uhrhane        | Double R Racing     | Dallara F312-Mercedes-HWA     | 23    | + 36 s 887      | 21     |
| 17   | 42 | Richard Goddard      | ThreeBond / T-Sport | Dallara F311-Mugen-Honda      | 23    | + 37 s 434      | 24     |
| 18   | 91 | Sandro Zeller        | Jo Zeller Racing    | Dallara F308-Mercedes-HWA     | 23    | + 39 s 384      | 22     |
| 19   | 90 | Andrea Roda          | Jo Zeller Racing    | Dallara F312-Mercedes-HWA     | 22    | + 1 tour        | 20     |
| Abd. | 3  | Pipo Derani          | Fortec Motorsport   | Dallara F312-Mercedes-HWA     | 12    | + 11 tour       | 9      |
| Abd. | 96 | Daniel Juncadella    | Prema Powerteam     | Dallara F312-Mercedes-HWA     | 8     | + 15 tours      | 2      |
| Abd. | 86 | Pascal Wehrlein      | Mücke Motorsport    | Dallara F312-Mercedes-HWA     | 8     | + 15 tours      | 4      |
| Abd. | 92 | Emil Bernstorff      | Ma-con Motorsport   | Dallara F312-Volkswagen       |       |                 | 17     |
| Np.  | 77 | Duvashen Padayachee  | Double R Racing     | Dallara F309-Mugen-Honda      |       | Non partant     | 23     |

- Légende: Ab.=Abandon - Dsq.=Disqualifié - Np.=Non partant.

### Grand Prix

#### Grille de départ
| 1re ligne | 1.Raffaele Marciello ( Italie)      | 2.Carlos Sainz Jr. ( Espagne)    |
| 2e ligne  | 3.Jazeman Jaafar ( Malaisie)        | 4.Daniel Juncadella ( Espagne)   |
| 3e ligne  | 5.Pipo Derani ( Brésil)             | 6.Pascal Wehrlein ( Allemagne)   |
| 4e ligne  | 7.Alex Lynn ( Royaume-Uni)          | 8.Jack Harvey ( Royaume-Uni)     |
| 5e ligne  | 9.Felix Rosenqvist ( Suède)         | 10.Sven Muller ( Allemagne)      |
| 6e ligne  | 11.Harry Tincknell ( Royaume-Uni)   | 12.Tom Blomqvist ( Royaume-Uni)  |
| 7e ligne  | 13.Michael Lewis ( États-Unis)      | 14.Felix Serralles ( Porto Rico) |
| 8e ligne  | 15.Hannes van Asseldonk ( Pays-Bas) | 16.Pietro Fantin ( Brésil)       |
| 9e ligne  | 17.Emil Bernstorff ( Royaume-Uni)   | 18.Fahmi Ilyas ( Malaisie)       |
| 10e ligne | 19.Nick McBride ( Australie)        | 20.Andrea Roda ( Italie)         |
| 11e ligne | 21.Geoff Urhane ( Australie)        | 22.Sandro Zeller ( Suisse)       |
| 12e ligne | 23.Duvashen Padayachee ( Australie) | 24.Richard Goddard ( Australie)  |

#### Résumé
Cette section ne s'appuie pas, ou pas assez, sur des sources secondaires ou tertiaires indépendantes du sujet.

Pour l'améliorer, ajoutez-en, ou placez des modèles {{Source secondaire souhaitée}} ou {{Source secondaire nécessaire}} sur les passages mal sourcés. (juin 2022)

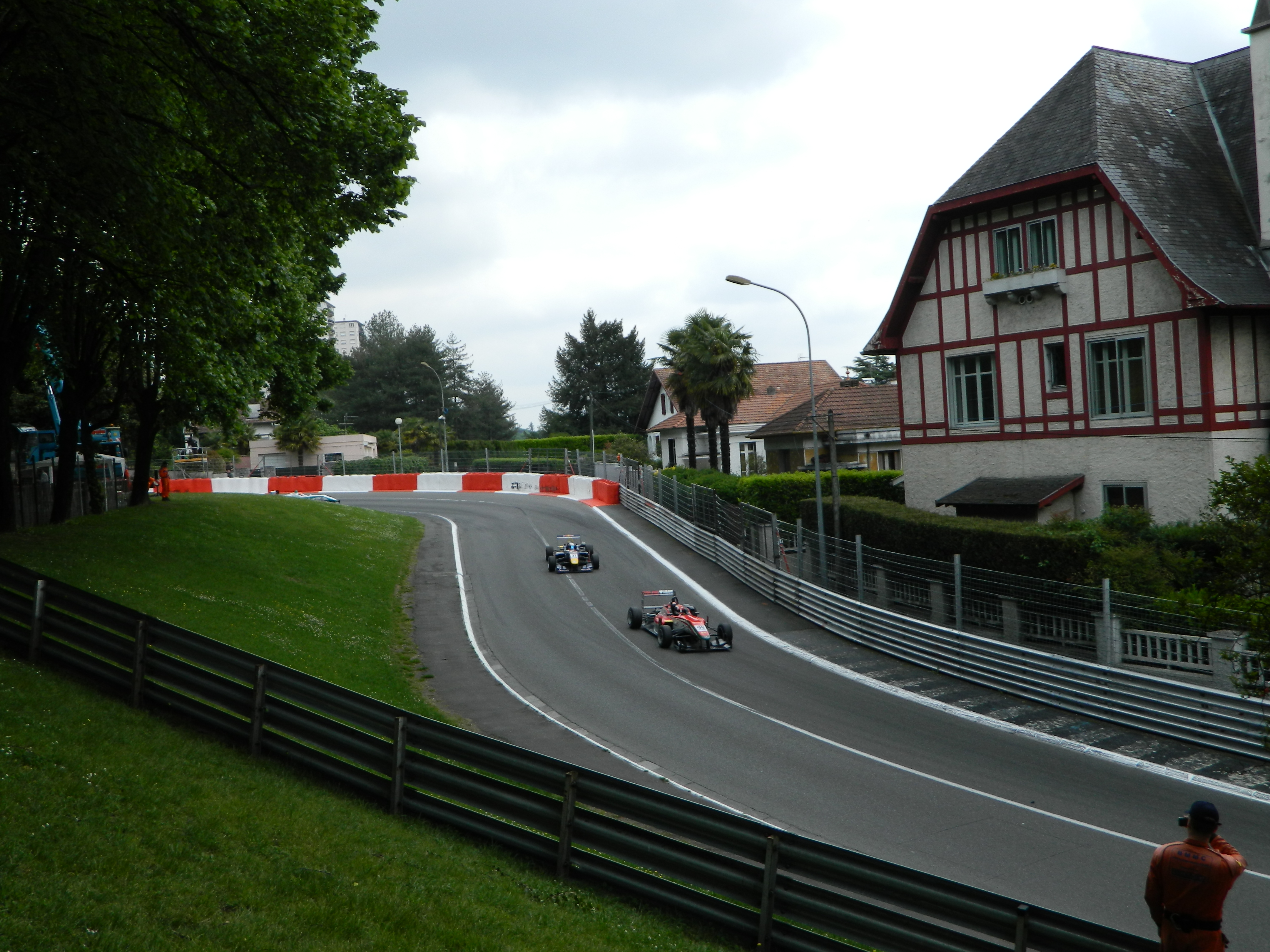
Raffaele Marciello, ici devant Carlos Sainz, remporte le Grand Prix automobile de Pau 2012.

La deuxième et dernière course du weekend, le Grand Prix de Pau proprement dit, est disputé le dimanche 13 mai à 14 heures. Après la parade de démonstration des hélicoptères du 5e régiment d'hélicoptères de combat de Pau, les 24 monoplaces de Formule 3 s'élancent pour 35 tours (ou 40 minutes max.).
De nouveau placé en pole position, Raffaele Marciello conserve l'avantage de sa place au départ devant Carlos Sainz Jr., Jazeman Jaafar et Daniel Juncadella. L'Italien creuse ensuite l'écart au rythme de 6 dixièmes au tour, laissant à bonne distance ses poursuivants se disputer les autres places d'honneurs. Il effectue son meilleur tour en course au sixième tour en 1 minute, 11 secondes et
410 millièmes. À mi-course, le pilote Prema Powerteam compte 11 secondes d'avance et continue à accroître son avantage devant Sainz. Juste derrière, Jaafar rencontre de plus en plus de difficulté à contenir Juncadella. Mais le Malaisien réussit à conserver la troisième place jusqu'à l'arrivée.
En tête depuis le départ, auteur des deux pole positions, des deux meilleurs tours en course et vainqueur de la première course du weekend, Raffaele Marciello franchit la ligne d'arrivée en tête en remporte le 71e Grand Prix automobile de Pau. Il succède, entre autres, à ses compatriotes champions italiens tels que Tazio Nuvolari, Alberto Ascari ou encore Luigi Villoresi.

#### Classement
| Pos. | no | Pilote               | Écurie              | Voiture                       | Tours | Temps/Abandon  | Grille |
| ---- | -- | -------------------- | ------------------- | ----------------------------- | ----- | -------------- | ------ |
| 1    | 99 | Raffaele Marciello   | Prema Powerteam     | Dallara F312-Mercedes-HWA     | 33    | 40 min 2 s 512 | 1      |
| 2    | 31 | Carlos Sainz Jr.     | Carlin              | Dallara F312-Volkswagen       | 33    | + 13 s 129     | 2      |
| 3    | 22 | Jazeman Jaafar       | Carlin              | Dallara F312-Volkswagen       | 33    | + 13 s 817     | 3      |
| 4    | 96 | Daniel Juncadella    | Prema Powerteam     | Dallara F312-Mercedes-HWA     | 33    | + 14 s 190     | 4      |
| 5    | 3  | Pipo Derani          | Fortec Motorsport   | Dallara F312-Mercedes-HWA     | 33    | + 15 s 797     | 5      |
| 6    | 85 | Felix Rosenqvist     | Mücke Motorsport    | Dallara F312-Mercedes-HWA     | 33    | + 16 s 500     | 9      |
| 7    | 36 | Alex Lynn            | Fortec Motorsport   | Dallara F312-Mercedes-HWA     | 33    | + 17 s 510     | 7      |
| 8    | 1  | Jack Harvey          | Carlin              | Dallara F312-Volkswagen       | 33    | + 19 s 062     | 8      |
| 9    | 86 | Pascal Wehrlein      | Mücke Motorsport    | Dallara F312-Mercedes-HWA     | 33    | + 19 s 835     | 6      |
| 10   | 97 | Sven Müller          | Prema Powerteam     | Dallara F312-Mercedes-HWA     | 33    | + 20 s 939     | 10     |
| 11   | 98 | Michael Lewis        | Prema Powerteam     | Dallara F312-Mercedes-HWA     | 33    | + 21 s 861     | 13     |
| 12   | 2  | Pietro Fantin        | Carlin              | Dallara F312-Volkswagen       | 33    | + 34 s 069     | 16     |
| 13   | 92 | Emil Bernstorff      | Ma-con Motorsport   | Dallara F312-Volkswagen       | 33    | + 37 s 861     | 17     |
| 14   | 12 | Nick McBride         | ThreeBond / T-Sport | Dallara F312-ThreeBond/Nissan | 33    | + 54 s 307     | 19     |
| 15   | 27 | Fahmi Ilyas          | Double R Racing     | Dallara F312-Mercedes-HWA     | 33    | + 57 s 908     | 18     |
| 16   | 91 | Sandro Zeller        | Jo Zeller Racing    | Dallara F308-Mercedes-HWA     | 32    | + 1 tour       | 22     |
| 17   | 77 | Duvashen Padayachee  | Double R Racing     | Dallara F309-Mugen-Honda      | 32    | + 1 tour       | 23     |
| 18   | 26 | Geoff Uhrhane        | Double R Racing     | Dallara F312-Mercedes-HWA     | 32    | + 1 tour       | 21     |
| 19   | 4  | Felix Serralles      | Fortec Motorsport   | Dallara F312-Mercedes-HWA     | 31    | + 2 tours      | 14     |
| 20   | 42 | Richard Goddard      | ThreeBond / T-Sport | Dallara F311-Mugen-Honda      | 31    | + 2 tours      | 24     |
| 21   | 93 | Tom Blomqvist        | Ma-con Motorsport   | Dallara F312-Volkswagen       | 31    | + 2 tours      | 12     |
| Abd. | 23 | Hannes Van Asseldonk | Fortec Motorsport   | Dallara F312-Mercedes-HWA     | 13    |                | 15     |
| Abd. | 21 | Harry Tincknell      | Carlin              | Dallara F312-Volkswagen       | 9     |                | 11     |
| Abd. | 90 | Andrea Roda          | Jo Zeller Racing    | Dallara F312-Mercedes-HWA     | 1     |                | 20     |

- Légende: Ab.=Abandon - Dsq.=Disqualifié - Np.=Non partant.

## Pole position et record du tour
- Pole position :  Raffaele Marciello (Prema Powerteam) en 1 min 10 s 600.
- Meilleur tour en course :  Raffaele Marciello (Prema Powerteam) en 1 min 11 s 410 au sixième tour.

## Courses supports
La Porsche Carrera Cup France s'ajoute aux courses supports et parmi les engagés se trouve le champion de rallye français Sébastien Loeb et son équipe Sébastien Loeb Racing. L'Alsacien domine toutes les séances du week-end et impressionne lors des courses qu'il remporte avec une dizaine de secondes d'avance sur ses poursuivants, dont la première manche, disputée en nocturne le samedi soir. Le 2e Grand Prix automobile électrique de Pau a également lieu, les deux courses furent remportées par les mêmes vainqueurs que l'année précédente, mais en ordre inversé, la première course est remportée par Adrien Tambay, la deuxième par Mike Parisy. Parmi les engagés figurait le québécois Marc-Antoine Camirand qui, avec sa voiture aux couleurs du Grand Prix de Trois-Rivières, était présent pour rendre un hommage au pilote de Formule 1 Gilles Villeneuve venu à Pau en 1976 pour disputer sa toute première course en Europe.
| Manche | Pilote             | Voiture                         | Championnat                | Saison |
| ------ | ------------------ | ------------------------------- | -------------------------- | ------ |
| C1     | Adrien Tambay      | Exagon Andros Car 04-Siemens    | Andros GP Électrique       | Saison |
| C2     | Mike Parisy        | Exagon Andros Car 04-Siemens    | Andros GP Électrique       | Saison |
| C1     | Sébastien Loeb     | Porsche 997 GT3                 | Porsche Carrera Cup France | Saison |
| C2     | Sébastien Loeb     | Porsche 997 GT3                 | Porsche Carrera Cup France | Saison |
| C1     | Norman Nato        | Barazi-Epsilon FR2.0-10 Renault | Formula Renault 2.0 Alps   | Saison |
| C2     | Paul-Loup Chatin   | Barazi-Epsilon FR2.0-10 Renault | Formula Renault 2.0 Alps   | Saison |
| C1     | Alexandre Baron    | Signatech F4-Renault            | Championnat de France F4   | Saison |
| C2     | Victor Sendin      | Signatech F4-Renault            | Championnat de France F4   | Saison |
| C1     | Julien Briché      | Peugeot RCZ                     | Peugeot RCZ Racing Cup     | Saison |
| C2     | Mathieu Jaminet    | Peugeot RCZ                     | Peugeot RCZ Racing Cup     | Saison |
| C1     | Jacques Goudchaux  | Tork Mitjet 1.3-Yamaha          | Mitjet 1300 Light          | Saison |
| C2     | Stéphane George    | Tork Mitjet 1.3-Yamaha          | Mitjet 1300 Light          | Saison |
| C3     | Jacques Goudchaux  | Tork Mitjet 1.3-Yamaha          | Mitjet 1300 Light          | Saison |
| C4     | Nicolas Gomar      | Tork Mitjet 1.3-Yamaha          | Mitjet 1300 Light          | Saison |
| C1     | Jean-Noel Lanctuit | Tork Mitjet 2.0-Renault         | Mitjet 2L Supersport       | Saison |
| C2     | Jean-Noel Lanctuit | Tork Mitjet 2.0-Renault         | Mitjet 2L Supersport       | Saison |
| C3     | Jean-Noel Lanctuit | Tork Mitjet 2.0-Renault         | Mitjet 2L Supersport       | Saison |
| C4     | Jean-Noel Lanctuit | Tork Mitjet 2.0-Renault         | Mitjet 2L Supersport       | Saison |

## Grand Prix Historique
Le Grand Prix de Pau historique a eu lieu la semaine précédant le Grand Prix "moderne".
| Manche | Pilote             | Voiture              | Formule (année)                              | Championnat / Course                         |
| ------ | ------------------ | -------------------- | -------------------------------------------- | -------------------------------------------- |
| C1     | Alex Lynn          | Van Diemen RF81 Ford | Formule Ford (1966-1981)                     | Formula Ford Historic / Trophée des Pyrénées |
| C2     | Alex Lynn          | Van Diemen RF81 Ford | Formule Ford (1966-1981)                     | Formula Ford Historic / Trophée des Pyrénées |
| C1     | Albert Otten       | Porsche 550 Durlite  | Grand Tourisme (Pré-1966)                    | Trophée Flat4                                |
| C2     | Andrew Prill       | Porsche RS 61        | Grand Tourisme (Pré-1966)                    | Trophée Flat4                                |
| C1     | Richard Pilkington | Talbot T26 SS        | Grand Prix (Pré-1939) / Sport (Pré-1939)     | Trophée Légende                              |
| C2     | Richard Pilkington | Talbot T26 SS        | Grand Prix (Pré-1939) / Sport (Pré-1939)     | Trophée Légende                              |
| C1     | Dominique Guénat   | AC Cobra             | Grand Tourisme (Pré-1965) / Sport (Pré-1962) | Sixties'Endurance / Trophée Phil Hill        |
| C2     | Shaun Lynn         | AC Cobra             | Grand Tourisme (Pré-1965) / Sport (Pré-1962) | Sixties'Endurance / Trophée Phil Hill        |
| C1     | Nick Swift         | Morris Mini          | Tourisme (Pré-1965)                          | Trophée Mini Classic                         |
| C2     | Nick Swift         | Morris Mini          | Tourisme (Pré-1965)                          | Trophée Mini Classic                         |
| C1     | Stéphane Rey       | Lola MK5A            | Formule Junior (1957-1963)                   | Trophée Junior                               |
| C2     | Stéphane Rey       | Lola MK5A            | Formule Junior (1957-1963)                   | Trophée Junior                               |

## Médias
Le Grand Prix de Pau 2012 ainsi que les courses supports ont été diffusées en direct sur Motors TV et sur Internet via Dailymotion. L'émission Turbo (émission de télévision), sur M6, a également diffusé un épisode spécial depuis le Grand Prix.

## Statistiques
Cette section ne s'appuie pas, ou pas assez, sur des sources secondaires ou tertiaires indépendantes du sujet.

Pour l'améliorer, ajoutez-en, ou placez des modèles {{Source secondaire souhaitée}} ou {{Source secondaire nécessaire}} sur les passages mal sourcés. (juin 2022)
- Première victoire de Raffaele Marciello en championnat d'Europe FIA
- Carlos Sainz Jr. empoche les points de la victoire au classement du championnat Britannique.
- Raffaele Marciello devient le plus jeune pilote de l'histoire à remporter le Grand Prix de Pau à l'âge de 17 ans, 4 mois et 27 jours.
- Dixième victoire d'un pilote italien au Grand Prix de Pau (record battu en 2013).
- Dixième victoire des châssis Dallara au Grand Prix de Pau.
- Quatrième victoire d'un moteur Mercedes-Benz.
- L'édition 2012 a accueilli entre 22 000  et   23 000 spectateurs.